# Jeonbuk Hyundai Motors Football Club
Maillots
Actualités
Le Jeonbuk Hyundai Motors Football Club (en hangul: 전북 현대 모터스 프로축구단), plus couramment abrégé en Jeonbuk Hyundai Motors FC, est un club sud-coréen de football fondé en 1995 et basé dans la ville de Jeonju, dans la province du Jeolla du Nord (Chonbuk étant l'abréviation de Jeolla et du mot buk qui signifie nord en coréen),.
Fondé sous le nom de Wansan Puma FC, le club a remporté en 2006 la Ligue des champions de l'AFC, ce qui en fait la première équipe d'Asie de l'Est à conquérir le titre continental depuis la refonte de la compétition en 2003. Cette performance avait d'ailleurs permis à la formation de Choi Kwang-hee de disputer la Coupe du monde des clubs de la FIFA au Japon.
Chonbuk a dû attendre jusqu'en 2009 avant d'être sacré champion de Corée du Sud pour la première fois. Le club s'est depuis imposé comme la force dominante sur la scène nationale, remportant neuf titre de champions de K Ligue (en 2009, 2011, 2014, 2015, 2017, 2018, 2019, 2020 et 2021), ce qui en fait le club le plus titré de l'histoire du championnat. Jeonbuk possède également un beau palmarès en Coupe de Corée du Sud, avec quatre titres, dont trois victoires en l'espace de cinq ans entre 2000 et 2005,.
Le Stade de la Coupe du monde de Jeonju (surnommé Château Jeonju) est depuis 2002 le stade où le club Chonbuk joue ses matchs à domicile.

## Histoire

### Une naissance difficile
C'est en janvier 1993 que le club a été fondé sous le nom de Wansan Puma F.C. par son premier dirigeant, Oh Hyung-kun. La nouvelle équipe du Jeolla était alors la première à tirer son nom de sa situation géographique (plus précisément, de Wansan-gu, l'un des arrondissements de la ville de Jeonju).
L'équipe a cependant connu des débuts difficiles sur le plan financier et n'a pas pu prendre part à la saison 1993 de la K-League, la première division de football professionnel de Corée du Sud. Oh Hyung-kun n'avait en effet pas été en mesure de rassembler les fonds nécessaires à l'entrée en compétition du club au plus haut niveau. C'est donc grâce à l'investissement de Bobae Ltd, un producteur d'alcool local que le club a pu rejoindre la K-League en 1994, as well as Ulsan Horang-i, the South Korean champions, in the semi-finals.
À l'occasion de sa première saison au sein de l'élite du football sud-coréen, le club a été renommé Chonbuk Buffalo F.C..
Chonbuk Buffalo a immédiatement connu des débuts difficiles en K-League, en plus de devoir faire face à des difficultés économiques latentes malgré un soutien certain de la part des supporters locaux. Cette situation difficile a ouvert la voie à une seconde reprise du club par le groupe Hyundai Motors le 12 décembre 1994, à l'issue de la première saison disputée par Chonbuk.
La suite de l'histoire de la formation du Jeolla du Nord est marquée par une stagnation en milieu de tableau. De 1995 à 2000, le club ne parvient pas à se hisser au-delà de la cinquième place au classement, sommet qu'il a atteint en 1996. Ce n'est qu'à une seule occasion, en 2000 que Chonbuk a pu nourrir l'espoir de décrocher son premier titre de champion de Corée du Sud. Ayant obtenu leur billet pour les play-offs grâce à une troisième place accrochée de justesse, les joueurs de Chonbuk ont finalement terminé quatrième de l'ultime phase du championnat.
Par la suite, seule une deuxième place à la première partie de la K-League gagnée en 2004 à la différence de but sur Ulsan distingue concrètement le parcours de l'équipe en championnat.
Faute de briller en K-League, Chonbuk a toutefois su imposer sa domination sur la Coupe de Corée du Sud de football. Défaits dans un premier temps sur le score fleuve de trois buts à zéro par Chonan Ilhwa Chunma en 1999, il n'aura fallu qu'un an aux Motors pour prendre leur revanche et disposer de leurs bourreaux de la saison passée 2-0.

Éliminés en demi-finale en 2001, puis en quarts de finale en 2002, les joueurs de Chonbuk recouvrent leur titre en 2003 grâce à une victoire aux tirs au but contre Chunnam (2-2). La réussite n'est pas au rendez-vous au cours de la saison suivante et les Motors s'inclinent à la suite d'une séance de tirs au but haletante contre Busan Icons (2-2, t-a-b : 5-6).
Le club a également échoué en finale de la Coupe d'Asie des vainqueurs de coupe à l'occasion de l'ultime édition de la compétition en 2002, manquant ainsi de rapporter un premier titre continental au Jeonju Castle. Chonbuk s'était incliné face au club saoudien Al Hilal Riyad après les prolongations (score final, 2-1).

### L'ère Choi Kwang-hee
L'arrivée du stratège Choi Kwang-hee à la tête de la formation du Jeolla n'aura pas concrètement constitué un bouleversement majeur aussi bien dans l'histoire que dans le jeu de Chonbuk en K-League.
Toutefois, Choi Kwang-hee a su conduire le club immédiatement après son entrée en fonction en 2005 à une troisième victoire consécutive en Coupe de Corée du Sud, faisant ainsi de Chonbuk le premier club sud-coréen à parvenir à s'octroyer trois fois le trophée. Le fantasque joueur colombien Milton Rodriguez avait alors été le héros de la compétition en signant six réalisations, dont le but victorieux sur coup franc en finale contre le club de seconde division Ulsan Mipo Dockyard.
La première véritable grande heure de gloire de Chonbuk a également été l'œuvre du parcours réalisé par les hommes de Choi Kwang-hee en Ligue des Champions de l'AFC. Qualifiés pour l'édition 2006 de la compétition au titre de la victoire la saison précédente en Coupe de Corée du Sud, les joueurs de Chonbuk ont décroché le premier titre continental de l'histoire du club, alors que le trophée était soulevé pour la première fois par une équipe d'Asie de l'est depuis la réforme de la Ligue des Champions de l'AFC au début des années 2000.
Auteurs d'un parcours exemplaire, les Motors ont fait tomber de façon inattendue les équipes les plus prestigieuses d'Asie. Dans un premier temps vainqueur du champion de J-League Gamba Osaka, du champion de Chine Dalian Shide, Chonbuk a ensuite éliminé Shanghai Shenhua en quarts de finale, avant de battre les champions de Corée du Sud Ulsan Hyundai en demi-finale. Chonbuk, qui avait gagné sur le score de 2 buts à 0 en Syrie a dû son sacre à un but de l'attaquant brésilien Zé Carlo, malgré une victoire 2-1 de Al Karama au Jeonju World Cup Stadium.

## Palmarès
| Compétitions nationales | Compétitions internationales |
| - Championnat de Corée du Sud (9) : - Champion : 2009, 2011, 2014, 2015, 2017, 2018, 2019, 2020 et 2021 - Vice-champion : 2012, 2016, 2022. - Coupe de Corée du Sud (5) : - Vainqueur : 2000, 2003, 2005, 2020 et 2022. - Finaliste : 1999, 2013 et 2023. - Coupe de la Ligue : - Finaliste : 1999 et 2010. - Supercoupe de Corée du Sud (1) : - Vainqueur : 2004. - Finaliste : 2001 et 2006. | - Ligue des champions de l'AFC (2) : - Vainqueur : 2006 et 2016. - Finaliste : 2011. - Coupe d'Asie des vainqueurs de coupe : - Finaliste : 2001-02. |

## Joueurs et personnalités du club

### Présidents
- Chung Eui-Seon

### Entraîneurs
Le tableau suivant présente la liste des entraîneurs du club depuis 1994.
| Rang | Nom                   | Période              |
| ---- | --------------------- | -------------------- |
| 1    | Cha Kyung-bok         | nov. 1994-déc. 1996  |
| 2    | Choi Man-hee          | déc. 1996-juil. 2001 |
| 3    | Nam Dae-sik (intérim) | juil. 2001-oct. 2001 |
| 4    | Cho Yoon-hwan         | oct. 2001-juin 2005  |

| Rang | Nom                      | Période              |
| ---- | ------------------------ | -------------------- |
| 5    | Kim Hyung-yul (intérim)  | juin 2005-juil. 2005 |
| 6    | Choi Kang-hee            | juil. 2005-déc. 2011 |
| 7    | Lee Heung-sil (intérim)  | janv. 2012-déc. 2012 |
| 8    | Fábio Lefundes (intérim) | déc. 2012-juin 2013  |

| Rang | Nom                    | Période                    |
| ---- | ---------------------- | -------------------------- |
| 9    | Shin Hong-gi (intérim) | juin 2013                  |
| 10   | Choi Kang-hee          | juin 2013-décembre 2018    |
| 11   | José Morais            | janvier 2019-décembre 2020 |
| 12   | Kim Sang-sik           | jan. 2021-mai 2023         |
| 13   | Dan Petrescu           | juin 2023-avril 2024       |

### Joueurs emblématiques
- Park Dong-hyuk
- Park Sung-bae
- Seo Dong-myung
- Kim Do-hoon
- Yoon Jung-hwan
- Choi Jin-cheul
- Chung Kyung-ho
- Cho Jae-jin
- Kim Jung-woo
- Edmilson Dias de Lucena
- Magno Alves
- Paulo Rink

### Effectif actuel
Le numéro de l´Équipe 12 est réservé pour les supporters de Jeonbuk Hyundai Motors, Mad Green Boys.